# Browndod

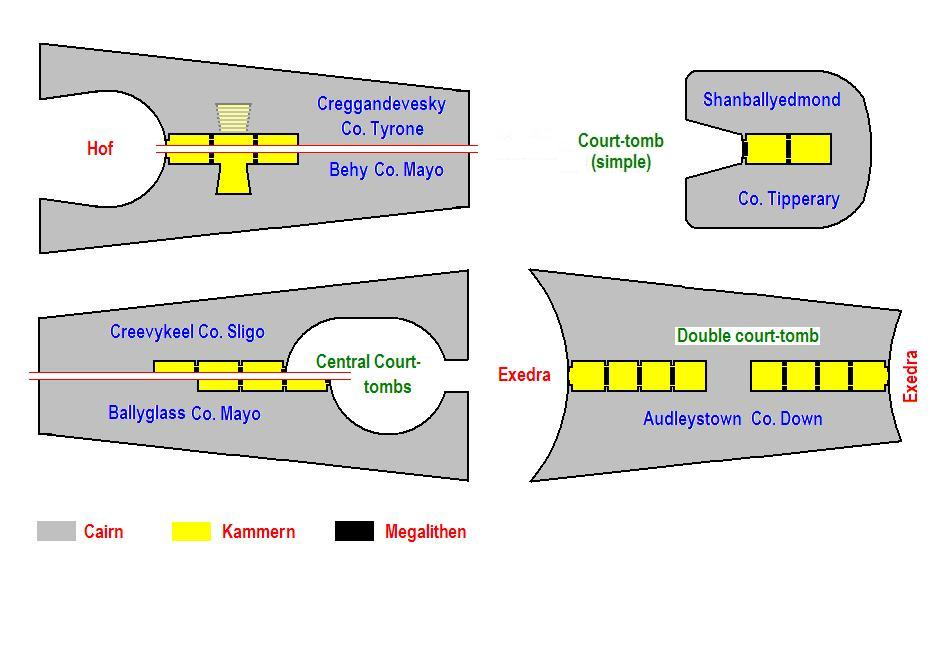
Schema von Untertypen – Browndod entspricht im Umriss der Anlage oben links

Browndod ist ein Court Tomb mit halbem Hof (englisch half-court) im Townland  Browndod (irisch Léarscáil) bei der Stadt Antrim im County Antrim in Nordirland. Die zum verbreitetsten Untertyp gehörende Megalithanlage liegt nahe einer kleinen Straße unweit der „Browndod Road“ unter einer Stromleitung an einem Hang. Court Tombs gehören zu den megalithischen Kammergräbern (englisch chambered tombs) der Insel. Sie werden mit etwa 400 Exemplaren nahezu ausschließlich in Ulster im Norden der Republik Irland beziehungsweise in Nordirland gefunden.
Die Reste des trapezoiden Steinhügels, der die Anlage bedeckte, sind mehr als 30,0 m lang und etwa 15,0 m breit. Auf der Ostseite ist er bis zur Höhe der Orthostaten erhalten. Der fast komplett erhaltene Hof (englisch court) ist etwa sechs Meter tief. Die zentrale Galerie ist mehr als 14,0 m lang und in vier Kammern unterteilt. Die Kammern werden nur durch drei Paare gegenüberliegender Pfosten abgeteilt. Zwei dieser Pfostenpaare haben einen niedrigen, dazwischen liegenden Trennstein.
Die Steine wurden auf ein Fundament aus rotem Ton aus einer einige hundert Meter entfernten Grube gestellt. Bei der Ausgrabung wurden Keramikscherben und drei rituelle Gruben gefunden, die unter die rote Tonschicht reichten.
Die Court Tombs von Browndod sind Scheduled Monuments.